# Hildegard Lehnert
Hildegard Lehnert (Berlim, 6 de janeiro de 1857 — Berlim, 8 de julho de 1943) foi uma pintora, fotógrafa, escritora e diretora de escola alemã.

## Biografia
Lehnert nasceu em 1857 em Berlim, na Alemanha. Ela estudou pintura com Clara Lobedan e Karl Gussow na Academia de Berlim . Lehnert continuou os seus estudos em Paris com Edmond Yon. Lehnert exibiu⁣ o seu trabalho no Woman's Building na Exposição Colombiana Mundial de 1893 em Chicago, Illinois.
Lehnert faleceu em 1943.

## Galeria

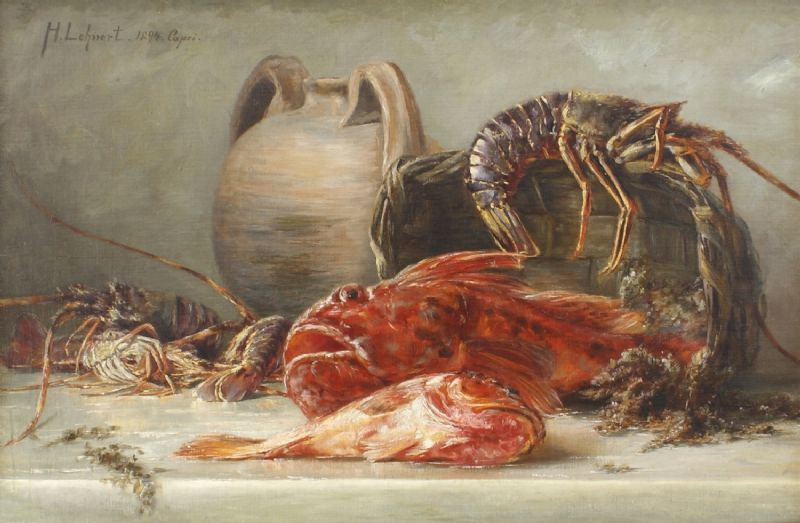
sem título, sd
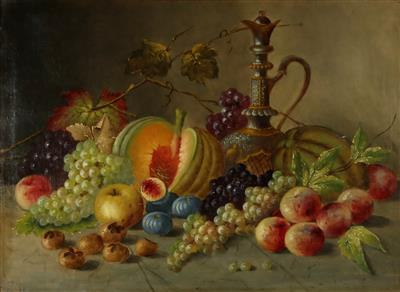
Obststillleben mit Krug, c. 1900
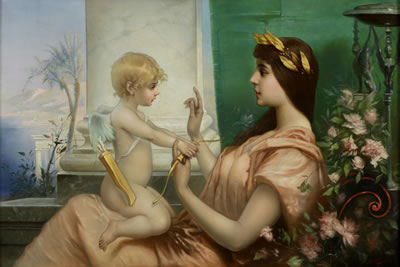
Palestra para Cupido, sd